# Кунчурук (село)
Кунчурук — село в Болотнинском районе Новосибирской области России. Административный центр Кунчурукского сельсовета.

## География
Площадь села — 185 гектар.

## История
Основано в 1907 году. В 1926 году состояла из 105 хозяйств, основное население — русские. В административном отношении деревня являлась центром Кунчурукского сельсовета Болотнинского района Томского округа Сибирского края.

## Население
| 2002 | 2007 | 2010 |
| ---- | ---- | ---- |
| 485  | ↘441 | ↗465 |

## Инфраструктура
В селе по данным на 2007 год функционируют 1 учреждение здравоохранения, 2 образовательное учреждение.